# 2287 Калмикія
2287 Калмикія (2287 Kalmykia) — астероїд головного поясу, відкритий 22 серпня 1977 року.
Тіссеранів параметр щодо Юпітера — 3,610.